# Herman Theodor Daug
Herman Theodor Daug, född 24 april 1828 i Göteborg, död 23 mars 1888 i Uppsala, var en svensk universitetslärare och matematiker.
Daug blev student vid Uppsala universitet 1846, docent i matematik 1856, filosofie magister 1857, extra ordinarie professor i matematik 1863, tillika adjunkt i samma ämne 1865 och ordinarie professor 1867. Han blev ledamot av Vetenskapssocieteten i Uppsala 1862, av Vetenskapsakademien 1875 och av Vetenskaps- och vitterhetssamhället i Göteborg 1878.
I sina skrifter behandlade han företrädesvis geometriska frågor. De främsta av hans arbeten är Differential- och integralkalkylens användning vid undersökning af linier i rymden och bugtiga ytor (första delen 1877, andra delen 1894), Quelques formules relatives à la flexion des surfaces réglées (Vetenskapsocietetens "Acta" 1877) samt Formules pour la détermination des équations d’une courbe dont on connaít diverses propriétés relatives à la courbure ou à la torsion (i Vetenskapsocietetens "Acta" 1879). Dessutom skrev han åtskilliga uppsatser i "Öfversigt af Kongl. Vetenskaps-akademiens förhandlingar" samt i "Tidskrift för matematik och fysik". Daug var verksam som amatörtecknare och finns representerad med tekningar vid Uppsala universitetsbibliotek